# نبرد ۲۰۲۲ کی‌یف
نبرد کی‌یف یک نبرد جنگی و نظامی ادامه‌دار برای کنترل پایتخت اوکراین، کیف است که بخشی از یورش روسیه به اوکراین سال ۲۰۲۲ است. نبرد در ۲۵ فوریه ۲۰۲۲، یک روز پس از آغاز یورش روسیه آغاز شد.

## نبرد

### فوریه
در پگاه روز ۲۵ فوریه، سه خرابکار روسی با لباس سربازان اوکراینی وارد منطقه اوبولون شدند. این ناحیه شمالی حدود ۶ مایل (۹٫۷ کیلومتر) از ساختمان Verkhovna Rada که در آن پارلمان اوکراین تشکیل جلسه می‌دهد فاصله دارد. این سه خرابکار توسط نیروهای اوکراینی کشته شدند. سپس در بامداد، یک جنگنده سوخو-۲۷ اوکراینی بر فراز شهر سرنگون شد و با یک ساختمان برخورد کرد.
ویتالی کلیچکو، شهردار کیف، قول داد اسلحه به دست گرفته و بجنگد. برادرش ولادیمیر کلیچکو نیز همین احساسات را ابراز کرد، زیرا ماه‌ها پیش به نیروهای ذخیره پیوسته بود.
نیروهای مسلح روسیه در فرودگاه آنتونوف که در حومه هوستومل در منطقه کیوان واقع شده‌است مستقر شده‌اند. به عنوان بخشی از نبرد فرودگاه آنتونوف ، کنترل فرودگاه دو بار دست به دست شد. رئیس‌جمهور اوکراین، ولودیمیر زلنسکی، از مردم کیف خواست تا به یورش روسیه با کوکتل مولوتف پاسخ دهند. ۱۸۰۰۰ اسلحه بین شهروندان پخش شد. .
در شب ۲۵ فوریه در کیف صدای تیراندازی شدیدی شنیده شد. نیروهای مسلح اوکراین مدعی هستند که حدود ۶۰ خرابکار روسی را کشته‌اند.
در صبح روز ۲۶ فوریه، توپخانه روسیه بیش از ۳۰ دقیقه شهر را گلوله‌باران کرد. همزمان، نیروهای اوکراینی حمله به یک نیروگاه برق در همسایگی شمال شرقی ترویشچینا را دفع کردند. درگیری‌های شدیدی نیز در نزدیکی باغ وحش کیف در محله مرکزی شولیاوکا رخ داد، درگیری در خیابان‌های دیگر در سراسر کیف نیز رخ داد. به ساکنان هشدار داده شد که از پنجره و بالکن دور باشند.
در اوایل صبح روز ۲۷ فوریه، درگیری‌هایی با سربازان روسی در کیف رخ داد. مقامات محلی ادعا کردند که کیف تا صبح به‌طور کامل در کنترل نیروهای اوکراینی باقی مانده‌است. در عصر روز ۲۷ فوریه، آسوشیتدپرس گزارش داد که کلیچکو گفته‌است که شهر محاصره شده‌است. با این حال، سخنگوی کلیچکو بعداً به روزنامه ایندیپندنت کیف گفت که شهردار اشتباه کرده‌است و گزارش‌های مربوط به محاصره کیف نادرست است.
در شب ۲۷ فوریه، یک کاروان روسی تلاش کرد تا پایگاهی را در مترو سیرتس ایجاد کند که منجر به درگیری مرگبار با سربازان اوکراینی شد. نیروهای روسی همچنین به سمت یک اتوبوس نظامی اوکراینی تیراندازی کردند که تعداد تلفات نامعلومی در پی داشت.
در ۲۸ فوریه موج جدیدی از نیروهای روسی به سمت شهر پیشروی کردند، اما درگیری مستقیم کمی رخ داد، و تنها سه موشک در آن روز به کیف شلیک شد. تصاویر ماهواره ای ثبت شده توسط مکسار ستونی طولانی از وسایل نقلیه روسی را در مسیر ۶۴ کیلومتر (۴۰ مایل) به سمت جنوب کیف ثبت کردند.
در ۲۸ فوریه، سربازان اوکراینی یک شهروند اسرائیلی-اوکراینی راکه او را با یکی از اعضای چچنی ارتش روسیه اشتباه گرفته بودند در یک ایست بازرسی کشتند.

### مارس

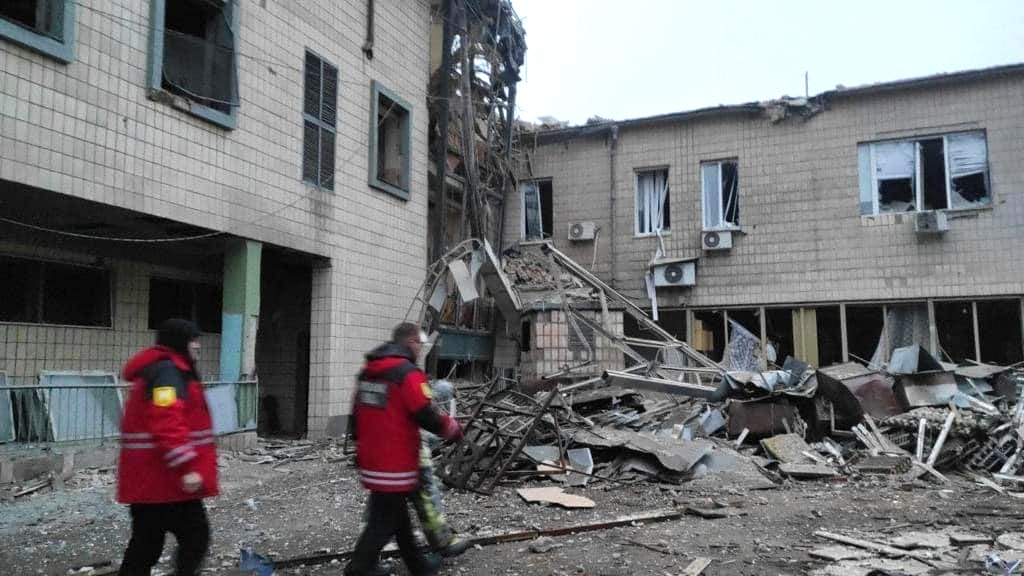
ساختمانی در کیف در اثر گلوله‌باران روسیه ویران شد

در صبح روز اول مارس، وزارت دفاع روسیه به غیرنظامیان هشدار داد که قصد دارند تأسیسات انتقال اوکراین را در اطراف کیف هدف قرار دهند و همه ساکنان نزدیک باید منطقه را ترک کنند. چند ساعت بعد، یک موشک روسی به برج تلویزیون کیف اصابت کرد و پخش تلویزیونی آن قطع شد و پنج نفر کشته و پنج نفر دیگر زخمی شدند. مرکز یادبود هولوکاست بابی یار تأیید کرد که موشک دومی که برای برج در نظر گرفته شده بود به‌طور تصادفی به بنای یادبود قتل‌عام بابی یار برخورد کرده‌است.